# Diagrama de dispersión

Para identificar el tipo de relación (si existe) entre dos variables cuantitativas

Un diagrama de dispersión, gráfica de dispersión, gráfico de burbujas o gráfico de bolas es un tipo de diagrama matemático que utiliza las coordenadas cartesianas para mostrar los valores de dos variables para un conjunto de datos.

## Descripción
Se emplea cuando una o varias variables está bajo el control del experimentador. Si existe un parámetro que se incrementa o disminuye de forma sistemática por el experimentador, se le denomina parámetro de control o variable independiente y habitualmente se representa a lo largo del eje horizontal (eje de las abscisas). La variable medida o dependiente usualmente se representa a lo largo del eje vertical (eje de las ordenadas). Si no existe una variable dependiente, cualquier variable se puede representar en cada eje y el diagrama de dispersión mostrará el grado de correlación (no causalidad) entre las variables.
Un diagrama de dispersión puede sugerir varios tipos de correlaciones entre las variables con un intervalo de confianza determinado. La correlación puede ser positiva (aumento), negativa (descenso), o nula (las variables no están correlacionadas). Se puede dibujar una línea de ajuste (llamada también "línea de tendencia") con el fin de estudiar la correlación entre las variables. Una ecuación para la correlación entre las variables puede ser determinada por procedimientos de ajuste. Para una correlación lineal, el procedimiento de ajuste es conocido como regresión lineal y garantiza una solución correcta en un tiempo finito.
Uno de los aspectos más poderosos de un gráfico de dispersión, sin embargo, es su capacidad para mostrar las relaciones no lineales entre las variables. Además, si los datos son representados por un modelo de mezcla de relaciones simples, estas relaciones son visualmente evidentes como patrones superpuestos.
El diagrama de dispersión es una de las herramientas básicas de control de calidad, que incluyen además el histograma, el diagrama de Pareto, la hoja de verificación, los gráficos de control, el diagrama de Ishikawa y el diagrama de flujo.